# 威廉·基德
威廉·基德（英語：William Kidd，1645年—1701年5月23日），俗稱「船長基德」，蘇格蘭私掠船船長，因誤劫亞美尼亞籍的英國商船——奎達商人號，而被指控海盜罪被處決，但其至死仍堅決否認。

## 生平
據傳基德出生於北愛爾蘭貝爾法斯特，但其自稱出生於蘇格蘭格林諾克，有現代研究指其出生於鄧迪。在他5歲時，其父親過世，之後全家移民紐約殖民地。
在大同盟戰爭期間，基德奉命捕獲了一艘敵方私掠船，之後他也獲得當地總督的許可證，在加勒比海地區進行武裝私掠活動。
1695年12月11日，基德接受紐約、麻薩諸塞和新罕布什爾總督，首任貝洛蒙特伯爵的請求，對印度洋中的海盜和法國船隻開展攻擊，為此，英國國王威廉三世向基德發放了私掠許可證，並規定其虜獲的10%歸英國王室所有。次年9月，基德繞過好望角，進入印度洋活動。但是不幸的是，基德在印度洋中很長時間內都沒有找到海盜。據愛德華·巴羅，一位英國東印度公司的船長聲稱，困窘之下的基德襲擊了一艘由東印度公司保護的使者船。
很快，基德被宣佈為海盜。1698年，基德打著法國旗號襲擊了一艘船籍為亞美尼亞的商船——奎達商人號，該船持有法國東印度公司的通行證，載有大量絲綢、黃金等貴重商品。當發現商船的船長是一位英國人後，基德勸說其船員將該船放行，但是其船員拒絕了，認為根據私掠許可證，他們完全可以合法劫掠任何在法國保護下的商船。基德最終向船員讓步。
當奎達商人號被劫的消息傳到倫敦後，基德的海盜罪名被坐實，英國政府開出高額懸賞追捕基德。1698年4月1日，基德在馬達加斯加遇到了海盜羅伯特·庫利福德，其大部分船員都叛離他投靠庫利福德，僅有13人留了下來，與其踏上回鄉之路。
基德回到加勒比海之後，得知自己已經被列入海盜名單，於是他棄船前往紐約，希望能為自己辯解，據傳在到達紐約之前，基德將其財寶埋藏在長島西端的加迪納斯島上。貝洛蒙特伯爵得知基德返回的消息時正在波士頓，他擔心自己受到基德的牽連，於是在1699年7月6日將其誘騙到波士頓加以逮捕，立即下獄。在獄中基德受到了殘酷的折磨，據稱精神失常。
一年多後，基德才在英國國會的一再要求下被解送倫敦接受審判，被判處死刑。在等候行刑期間，基德還設法從新門監獄中送出兩封信給威廉三世，希望他能為其澄清冤屈，但是最終這兩封信也石沉大海。1701年5月23日，基德被處以兩次絞刑，第一次因繩子斷裂而處決失敗，是到第二次才成功將其處決，期間有諸多民眾要求為其平反。其屍體以瀝青浸泡後被示眾長達兩年之久。
基德死後，他的輝格黨支持者對他的審判感到尷尬。認為他們非但沒有給他應有的獎勵，反而參與了對他的審判，剝奪了他可能為他提供法律辯護的金錢和資訊。特別是，他保存的兩套法國通行證在審判時遺失了。這些通行證（以及其他1700年的通行證）在20世紀初重新出現，與倫敦一棟大樓內的其他政府文件混在一起。這些證據證實了基德對事件的說法，並讓人們質疑他海盜罪行的正當性。
基德死後成為傳奇人物，關於其寶藏的傳說經久不衰。
2007年奎达商人号被发现，2011年6月一门炮被送到印第安纳州儿童博物馆展出。